# Réseau routier de l'Ontario
Le Réseau routier provincial de l'Ontario consiste en l'ensemble des routes de l'Ontario entretenues par le Ministère des Transports de l'Ontario (MTO), incluant celles désignées comme des King's Highway, les routes secondaires et tertiaires. L'ensemble du réseau parcourt 16 900 km (10 501 mi) et compte 2 880 ponts, allant de l'autoroute 401, l'autoroute la plus achalandée d'Amérique du Nord, aux routes forestières non-asphaltées. La plus longue route mesure près de 2 000 km (1 243 mi) alors que la plus courte fait moins d'un kilomètre.
Les prédécesseurs des routes modernes actuelles incluent des sentiers et des portages empruntés par les peuples autochtones avant l'arrivée des Européens. Peu après la création de la Province du Haut-Canada en 1791, le nouveau gouvernement, sous John Graves Simcoe, a débuté la construction de routes militaires terrestres vouées à remplacer les routes maritimes. Parmi ces routes, figurent la Rue Yonge ainsi que la Rue Dundas. À l'époque, la construction routière était sous le contrôle des gouvernements des township et des countés. Les routes locales des township étaient financées et construites via un système de travail qui requérait aux propriétaires terriens de faire eux-mêmes les améliorations au lieu de payer directement des taxes foncières. Des compagnies privées ont construit des routes en rondins et, plus tard, des routes en planches. Des péages ont été chargés des la deuxième moitié du XIXe siècle. La montée en popularité du vélo a mené à la création de la Ontario Good Roads Association, laquelle militait pour l'amélioration des routes et des loisirs à mesure que l'automobile gagnait en importance.
Au début du XXe siècle, la province a repris de l'intérêt dans l'amélioration routière et a commencé à financer le réseau via les comtés. L'augmentation de l'utilisation de l'automobile a amené la création du Department of Public Highways of Ontario (DPHO) en 1916. L'adoption de la Canada Highways Act en 1919 a mené à la création des réseaux routiers provinciaux. Le DPHO a assigné des numéros internes aux routes et, en 1925, ces numéros sont identifiés le long des routes et sur les cartes routières. En 1930, les routes provinciales sont renommées King's Highways et le symbole avec la couronne, encore utilisé aujourd'hui, est créé. Le DPHO a aussi été renommé le Department of Highways (DHO).
Les années 1930 ont été ponctuées par plusieurs projets visant à endiguer les effets des dépressions économiques. Parmi ceux-ci, il y a eu la construction de la première autoroute à voies divisées interurbaine d'Amérique du Nord le long de The Middle Road, laquelle deviendra la Queen Elizabeth Way en 1939. En 1937, le DHO a fusionné avec le Département du développement du Nord, prolongeant le réseau dans le Bouclier canadien et dans le nord de l'Ontario. D'importants travaux d'ingénierie et d'arpentage durant les années de la guerre, années durant lesquelles la construction routière était presqu'au point mort, ont mené à la planification et la construction initiale des autoroutes à accès limités. Les routes de la série-400 ont commencé à être construites à la fin des années 1940 et ont été numérotées en 1952.
La grande majorité des infrastructures routières de l'Ontario a été construite dans les années 1950, 1960 et le début des années 1970. L'annulation de la Spadina Expressway et l'adoption du Environmental Assessment Act dans les années 1970 a mené à la baisse de la construction routière dans les décennies suivantes. À la fin des années 1990, près de 5 000 km (3 107 mi) de routes provinciales ont été transférées à des niveaux de gouvernement inférieurs. Quelques nouvelles routes provinciales ont été construites au début des années 2000 alors que quelques projets majeurs, dont la Herb Gray Parkway et le prolongement de la route 69 ont eu lieu. Des projets de construction récents incluent la Bradford Bypass et la route 413.

## Nomenclature, signalisation et réglementation

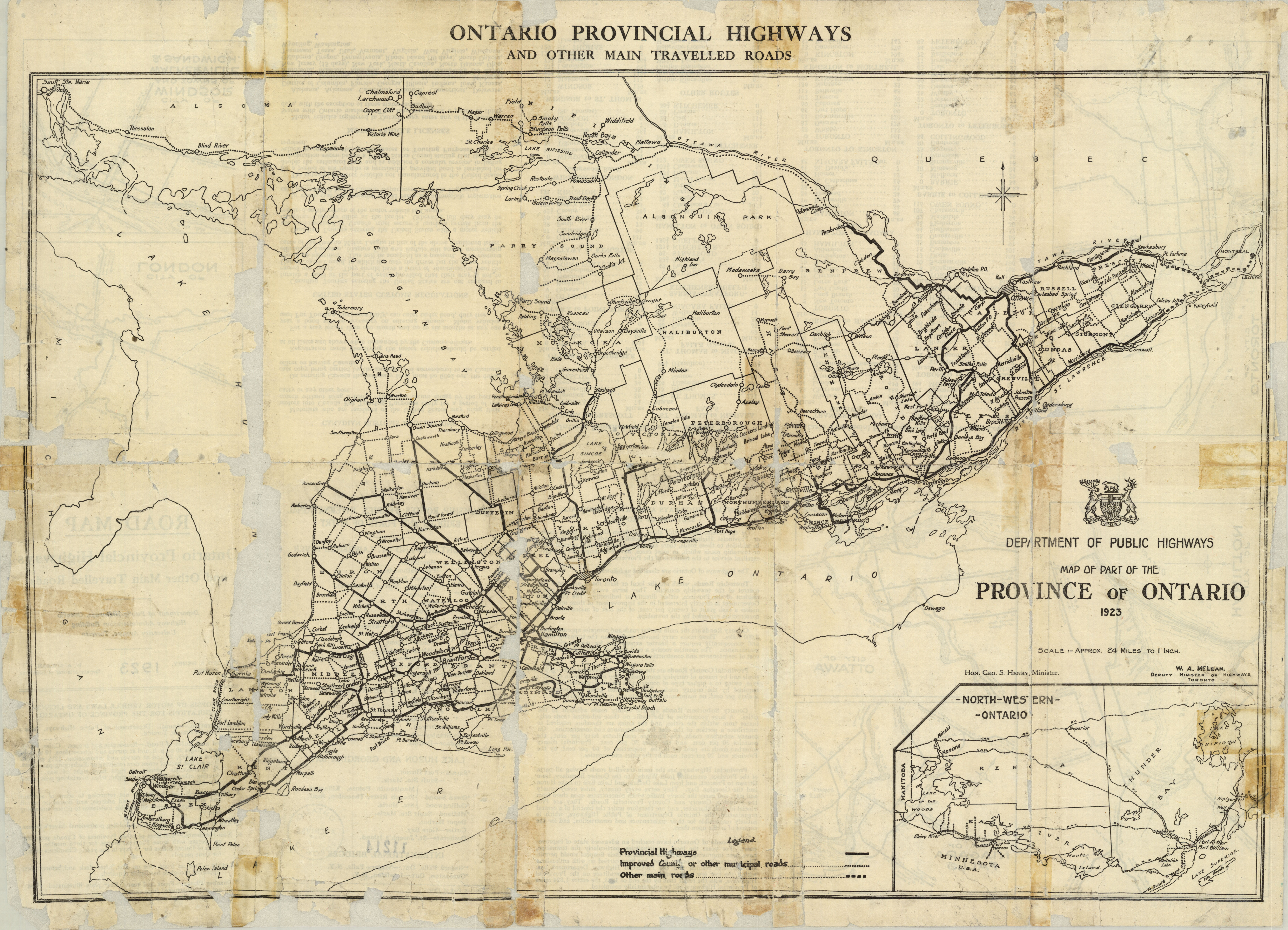
La toute première carte routière ontarienne publiée en 1923

En Ontario, toutes les routes sont assujetties à la Highway Traffic Act (HTA), laquelle émet la réglementation.
Les limites de vitesse sur les routes provinciales varient entre 50 km/h (30 mph) et 110 km/h (70 mph). Les autoroutes, incluant celles de la série-400, ont généralement une vitesse maximale permise de 100 km/h (60 mph), bien que certaines sections ont une limite inférieure,. Trois segments autoroutiers font partie d'un projet pilote visant à essayer une vitesse maximale permise de 110 km/h (70 mph) dans des régions rurales qui ne sont pas sujettes à la congestion. Un quatrième segment, situé dans le nord de l'Ontario, a été annoncé en 2020, mais le début du projet-pilote a été reporté depuis.

### Panneaux indicateurs

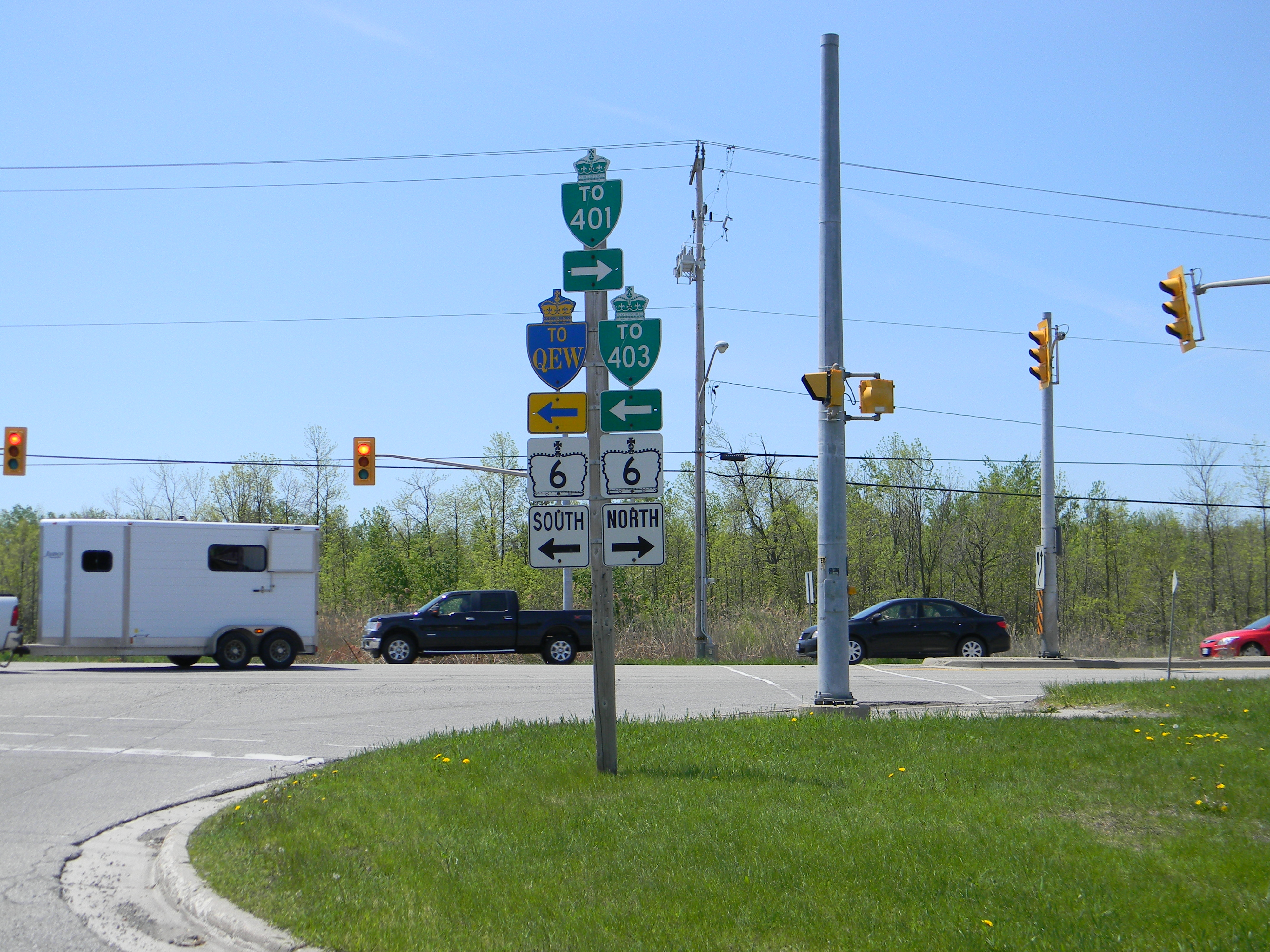
Cet assemblage de panneaux indicateurs à une intersection avec la route 6 présente des boucliers de jonction en forme de couronne ainsi que des boucliers indicateur de direction

L'Ontario utilise deux formes distinctes pour identifier les King's Highways. Des panneaux de confirmation sont utilisés le long des routes désignées pour confirmer (près des intersections) et rassurer (ailleurs sur la route) les automobilistes qu'ils sont sur la bonne route. Ces panneaux, connus comme boucliers, présentent le numéro de la route dans un contour en forme de bouclier couronné de la Couronne de saint Édouard. Dans d'autres cas, particulièrement en approchant de la jonction avec d'autres routes, un panneau carré en forme de couronne présentant le numéro de la route à l'intérieur est utilisé; les panneaux d'indication des sorties sur les autoroutes et les intersections majeures utilisent ce panneau. Pour les routes secondaires, le numéro de la route est présenté dans un trapèze isocèle, alors que les routes tertiaires sont indiquées dans un panneau rectangulaire. Lorsque ces panneaux apparaissent près d'une intersection, l'écriture est en noir sur un fond réflectif blanc. Il y a toutefois deux esceptions: la QEW, laquelle présente un texte bleu sur un fond jaune, et le segment provincial de l'autoroute 407, à péage, présente un texte en blanc sur un fond bleu ainsi qu'une plaque orange marquée du mot "Toll" (péage en anglais) en noir, en dessous. Les panneaux datant d'avant 1993 présentaient les mots "The King's Highway" sous la couronne, mais les versions actuelles n'utilisent pas les mots.
En plus des panneaux réguliers, il existe des panneaux indicateurs de la direction à prendre pour se rendre à une route. Ils sont nommés trailblazers. Ces panneaux ont la même forme que le panneau principal de leur route correspondante. Ces panneaux indiquant les King's Highway, lesquelles peuvent être des boucliers ou des couronnes, présentent un texte en blanc sur un fond réflectif vert, à l'Exception du panneau indicateur de la QEW, lequel présente un texte en jaune sur un fond réflectif bleu. Pour les routes secondaires, ces panneaux ne font qu'ajouter le mot "TO" (vers) au-dessus du numéro de la route.
Depuis août 2004, des panneaux "Highway of Heroes" présentant un coquelicot ont été installés le long de l'autoroute 401 entre Toronto et la Base militaire de Trenton. Ceux-ci ont été érigés en l'honneur des soldats canadiens décédés en fonction. Les convois funéraires de ceux-ci empruntent ce segment routier.

## Classification
L'Ontario a plusieurs classes distinctes de routes:

### King's Highway

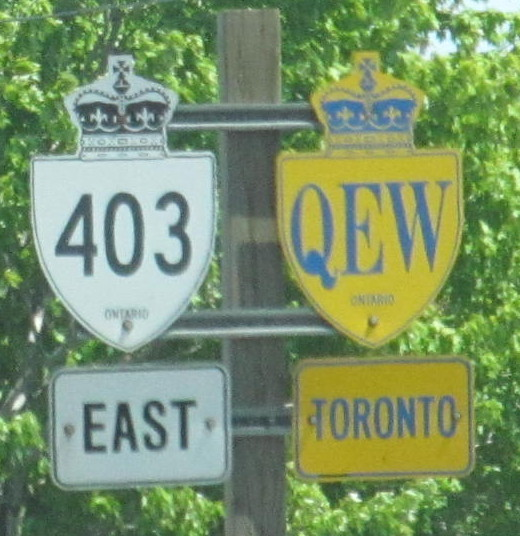
Panneaux de la QEW et de l'Autoroute 403 formant un multiplex

Les King's Highway forment le réseau routier primaire de la province et constituent la majorité des routes interurbaines. Formant un tout, le réseau est nommé à la forme singulière en opposé à un groupe de plusieurs parties ("the King's Highway", pas "the King's Highways"),. Chaque route individuelle est connue comme une partie du King's Highway",. Cependant, de façon commune, les routes sont plutôt nommées "Route n". Le réseau routier ontarien se classe deuxième plus sûr en Amérique du Nord pour le nombre de décès avec 0,55 décès pour 10 000 conducteurs en 2019. Le terme "King's Highway" est utilisé peu importe le genre du monarque.
Les autoroutes de la série-400 et la QEW forment la colonne vertébrale du réseau, avec les autres routes numérotées entre 2 et 148. Le Ministère des Transports n'a jamais désigné de route 1. Quelques routes sont numérotées avec un suffixe; A pour une route alternative, B pour une route commerciale ("business route") N pour une nouvelle route. Il y a aussi déjà eu des routes avec un suffixe C et S pour des routes touristiques ("scenic route"),. L'entièreté du réseau est totalement asphalté. Le terme "the King's Highway" a d'abord été adopté en remplacement du terme "provincial highway" en 1930 et les panneaux similaires aux panneaux actuels ont remplacé les anciens panneaux triangulaires qui était installés,.

#### Série-400
Les autoroutes de la série sont un réseau de routes à accès contrôlé dans le sud de l'Ontario, formant une subdivision du réseau principal. Elles sont analogues au réseau des Interstates aux États-Unis ou au réseau autoroutier québécois. La désignation des autoroutes de la série-400 a été introduite en 1952, bien que l'Ontario avait déjà commencé à construire des routes à accès limité depuis déjà 20 ans. Initialement, seules les autoroutes 400, 401 et 402 ont été numérotées; les autres ont suivi dans les décennies suivantes.
Alors que les routes plus anciennes ont quelques lacunes en termes de caractéristiques de sécurité, les autoroutes de la série-400 sont construites pour théoriquement permettre des vitesses de 130 km/h (80 mph), comportent plusieurs mesures anticollisions et de gestion du trafic ainsi que plusieurs caractéristiques adoptées dans l'ensemble de l'Amérique du Nord. Parmi ces mesures, il y a le Ontario Tall Wall, une barrière médiane de type Jersey mais plus haute, ainsi que le design de l'échangeur Parclo, lequel deivendra standard dans la construction de l'Autoroute 401 à Toronto en 1962. Le Institute of Traffic Engineers a par ailleurs recommandé l'adoption de ce design en vue de remplacer les échangeurs en trèfle en Amérique du Nord,.

### Réseau secondaire

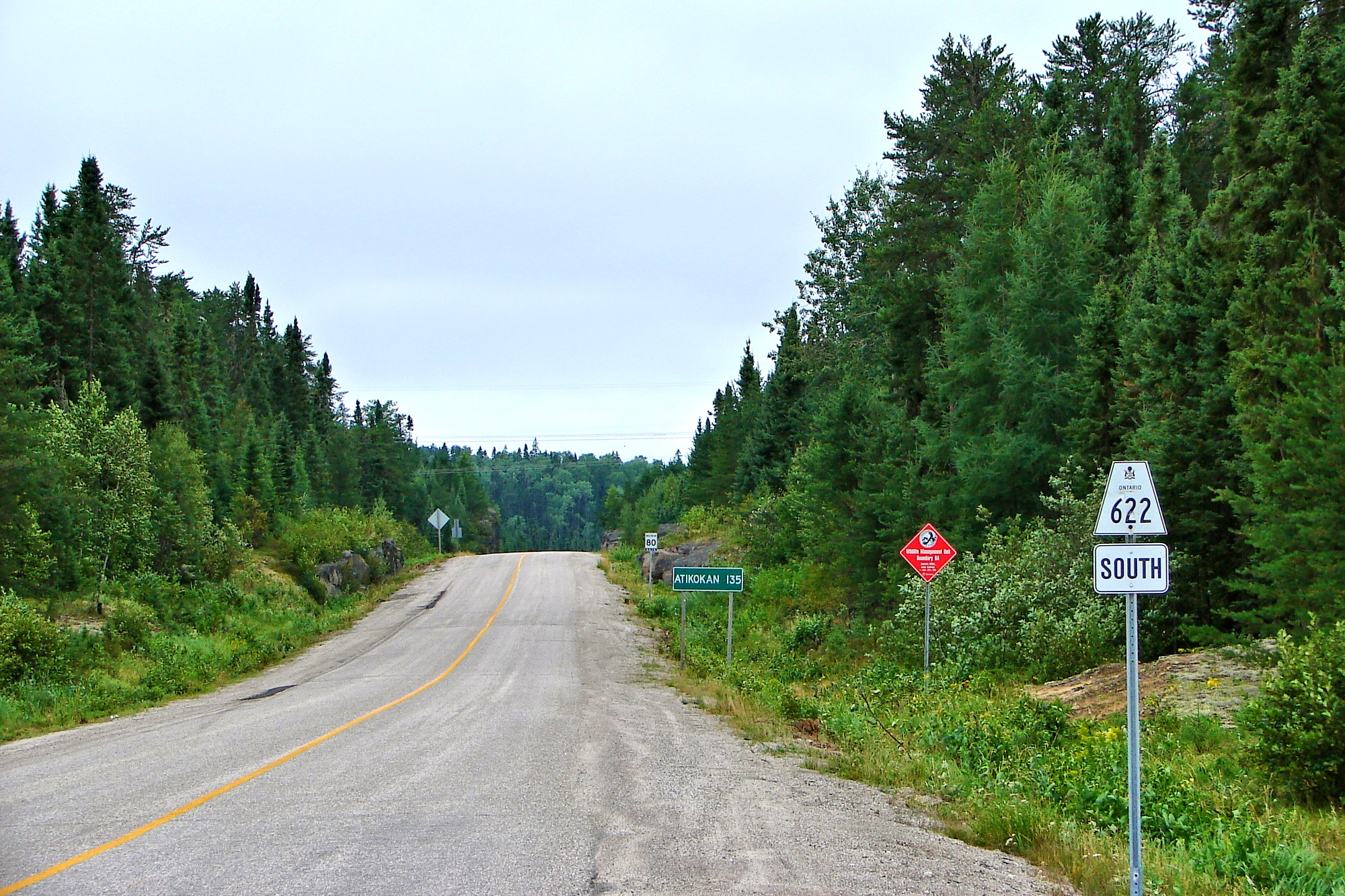
Route secondaire typique avec son bouclier

Les routes secondaires existent uniquement dans les districts du nord de l'Ontario qui n'ont pas de système routier de comté. Les routes secondaires leur sont analogues. La seule exception à la règle est la Route 537 à Grand Sudbury. Ces routes servent généralement à relier des communautés éloignées au réseau principal, ou à relier deux routes principales entre elles. Quelques routes secondaires demeurent en gravier, mais la plupart sont asphaltées. La limite de vitesse sud ces routes est de 80 km/h (50 mph), bien que la Route 655 ait une vitesse affichée de 90 km/h (55 mph).
Le réseau routier secondaire a été créé en 1956 pour desservir les régions du nord de l'Ontario et du centre de l'Ontario, bien qu'il ait déjà inclut une route allant au Lac Ontario, bien au sud. Plusieurs routes qui sont devenues des routes secondaires étaient déjà entretenues par la province comme routes de développement avant d'être désignées,. Depuis 1998, aucune route secondaire n'existe au sud des districts de Parry Sound et de Nipissing. Les routes secondaires sont numérotées dans les 500 et les 600; les numéros actuels allant entre 502 et 673,.

### Réseau tertiaire
Les routes tertiaires sont des routes isolées, entièrement dans le nord de l'Ontario donnant accès à des ressources (minières et forestières). Les routes tertiaires sont numérotées dans les 800. La plupart de ces routes sont en gravier et sous-standard. La limite de vitesse de ces routes est de 80 km/h (50 mph), bien que l'état des routes permette rarement une telle vitesse,. Contrairement aux autres routes du réseau, le MTO n'est pas responsable de l'entretien hivernal de ces routes ni de l'utilisation de celles-ci. Le MTO a introduit le réseau tertiaire en 1962. À l'exception de la Route 802, aucune n'aboutit dans des lieux habités.

### Route transcanadienne

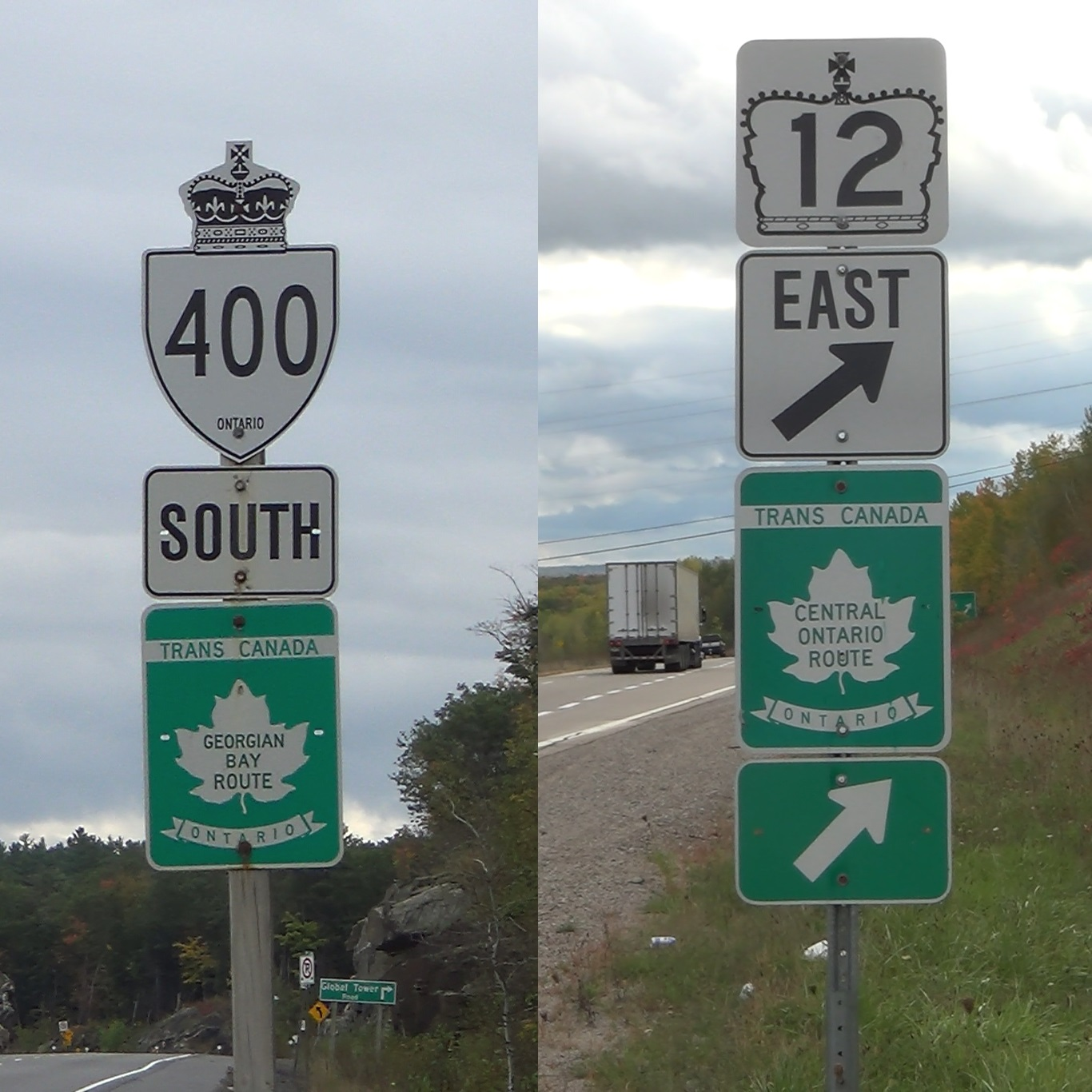
Panneaux indicateurs de la route transcanadienne

La route transcanadienne parcourt plusieurs tracés majeurs au Canada. Les gouvernements provinciaux sont entièrement responsables de la signalisation et de l'entretien de ces routes, sauf dans les Parcs nationaux. Le réseau est indiqué avec des panneaux verts présentant une feuille d'érable partout au Canada. Alors que les autres provinces apposent simplement le numéro de la route à l'intérieur dela feuille d'érable, l'Ontario place les panneaux du réseau transcanadien au-dessous ou à côté des panneaux routiers provinciaux. L'intérieur de la feuille d'érable est laissé vide ou rempli par un nom; la Central Ontario Route, la Georgian Bay Route, la Lake Superior Route, la Northern Ontario Route et la Ottawa Valley Route.
Plusieurs segments du réseau King's Highway sont désignés comme faisant partie du réseau transcanadien, celui-ci ayant un tracé principal et quelques branches. Celles-ci sont :
- Route 7 (Segment en branche)
- Route 11 (2 segments en branche)
- Route 12 (Segment en branche)
- Route 17 (Route principale)
- Route 66 (Segment en branche)
- Route 69 (Route en branche)
- Route 71 (Route en branche)
- Route 400 (Segment en branche)
- Route 417 (Route en branche)

### Autres
En plus de ces classes de routes, le MTO entretient d'autres routes comme des routes de ressources ou industrielles qui sont d'importance stratégique pour le gouvernement provincial. Ces routes sont désignées dans la série-7000 à l'interne; elles ne sont pas identifiées comme telles. Elles sont souvent, mais pas toujours, d'anciens segments déclassés du réseau principal mais demeurant des liens importants vers des communautés ou d'autres routes provinciales dans des régions sans gouvernance municipale.

## Histoire

### Avant 1791: Sentiers autochtones
Avant l'arrivée des Européens au XVIIe siècle, le transport à travers le territoire de l'actuelle Ontario se fait généralement via les milliers de lacs et rivières. De courts sentiers existaient entre les plans d'eau, connus comme portage, ainsi que le long des rives des plus grands lacs. En 1615, l'explorateur français Samuel de Champlain est le premier Européen à passer dans les terres entre les Grands Lacs, accompagné par des guides Huron et Iroquois. Son émissaire, Étienne Brûlé, de même que des Récollets franciscains dont Joseph Le Caron et Joseph de La Roche Daillon sont les premiers à explorer la région avec l'assistance des autochtones locaux,,. Pour les prochains 150 ans, la France et la Grande-Bretagne luttent pour le contrôle de la colonie du Canada en exploitant simultanément le territoire pour le commerce de la fourrure. Cela culmine avec la Guerre de Sept Ans qui s'est terminée par la signature du Traité de Paris en 1763, lequel concède le Canada à la Grande-Bretagne.
La colonie du Canada est renommée la Province de Québec jusqu'en 1791, alors qu'elle est divisée entre le Haut-Canada (actuel territoire du sud de l'Ontario) et le Bas-Canada (actuel territoire du sud du Québec) par l'Acte constitutionnel. Cela est fait afin de donner un style de gouvernance britannique aux Loyalistes qui fuyaient vers le nord durant la Révolution américaine. En plus des portages et des sentiers sur les rives des lacs, des routes commencent à se développer le long de rivières importantes, dont le fleuve Saint-Laurent, la rivière des Outaouais, la rivière Humber et la rivière Grand. Ces sentiers suivent la topographie et sont plus sinueux que que les routes à venir. Quelques routes suivent toujours d'assez près les sentiers originaux,, dont le Kente Portage Trail (Old Portage Road) à Carrying Place, la plus vieille route toujours empruntée de la province.

### 1792–1849: Colonisation du Haut-Canada

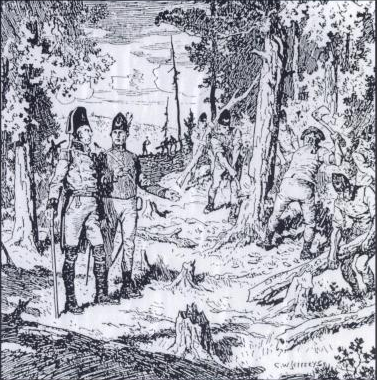
Lieutenant-gouverneur Simcoe et l'arpenteur général Augustus Jones supervisant le déboisement du tracé de Yonge Street en 1794

John Graves Simcoe, le premier Lieutenant-gouverneur du Haut-Canada, arrive à Niagara-on-the-Lake (connue alors comme Newark), la capitale actuelle du Haut-Canada, le 26 juillet 1792 avec le mandat de coloniser la région à l'image de la Grande-Bretagne. Environ un an plus tard, il déplace la capitale de Newark à l'actuelle Toronto suivant la déclaration de guerre de la France à l'Angleterre.
Ayant réformé les Queen's Rangers, aux-côtés de qui il a combattu durant la Guerre d'indépendance américaine, Simcoe commence à établir des routes militaires pour relier la nouvelle capitale aux autres points stratégiques de la province. La première route construite est Dundas Street, du Lac Ontario à Dundas, jusqu'à l'embranchement de la Thames River dans l'actuelle London. Ses Rangers commencent la construction le 10 septembre 1793. Entre le 25 septembre et le 14 octobre, Simcoe voyage avec des guides autochtones jusqu'à Penetanguishene et en revient. Suivant le conseil d'un Ojibwé nommé Old Sail, le voyage de retour s'effectue en suivant la branche est de la rivière Holland, puis, vers le sud jusqu'à Toronto (connue comme York entre 1793 et 1834). Ce trajet deviendra la route de Yonge Street.

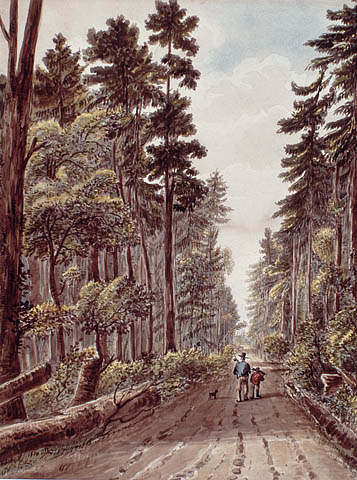
Route Kingston vers 1830 montrant l'état général des chemins dans des conditions sèches

Plus tard, d'autres routes sont construites. Parmi-celles-ci, une route débutant à la rivière Don, où Queen Street la traverse actuellement, et se dirigeant vers l'est,. La route est construite assez large et avec des inclinaisons graduelles afin de permettre le passage des carrioles. Des segments de ce tracé ont été incorporés à la Route 2 dans la région de Scarborough.
Plusieurs loyalistes ayant fui les Treize Colonies s'installent dans la région, principalement le long des rues Yonge et Dundas. Ils doivent s'occuper d'entretenir la moitié de la rue faisant face à leur propriété. L'intention était d'assurer un entretien des routes, mais plusieurs, dont les membres du clergé et les nobles, ont une exemption, ayant pour résultat des routes mal entretenues et boueuses.
Durant le début des années 1800, le gouvernement du Haut-Canada ouvre d'autres territoires le long du Lac Érié et du Lac Ontario à la colonisation. À mesure que ces territoires se développent dans le territoire du sud-ouest de l'Ontario, des routes devaient être construites, dont la Huron Road et la Toronto–Sydenham Road.

### 1850–1893: Routes de colonisation et chemin de fer

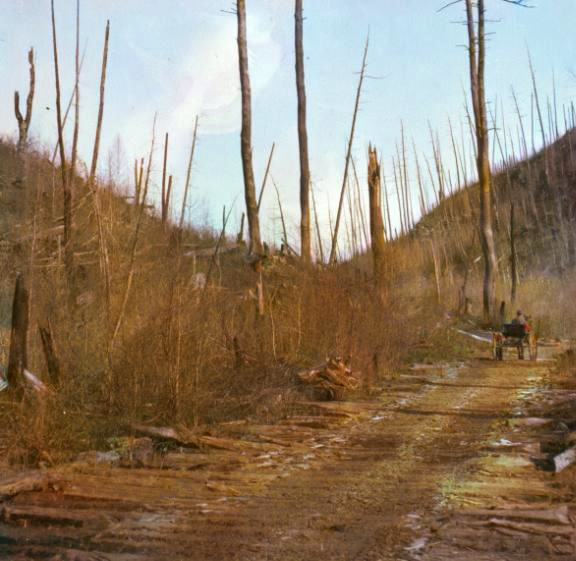
Une route en rondins en 1901, serpentant dans une forêt coupée à blanc, représentative des routes du début du XXe siècle

Alors que la majeure partie des terres bordant le Lac Ontario se remplissent, le gouvernement n'a d'autre choix que de céder à la pression populaire demandant l'ouverture de l'impitoyable terrain du Bouclier canadien à la colonisation et doit construire d'autres voies est–ouest et nord–sud entre la Vallée de l'Outaouais et la Baie Géorgienne,. Dans les années qui suivirent, le gouvernement a construit au-dessus de 1 600 km (1 000 mi) de routes dans les nouveaux territoires développés. Ces routes étaient plus souvent qu'autrement un sentier tracé dans la forêt à peine assez large pour laisser passer un charriot wagon.
L'entretien des routes est dévolu aux différents propriétaires terriens, ce qui mène à un niveau très inégal d'entretien. En 1860, les routes sont souvent impraticables, sauf lorsqu'elles sont gelées en hiver ou sèches en été. Au tournant du XXe siècle, l'entretien des routes via le travail statutaire est graduellement aboli jusque dans les années 1920.
Débutant en 1852, la compagnie du Grand Tronc relie ensemble plusieurs courtes voies ferrées dans le territoire qui allait devenir l'Ontario afin de créer une seule route dans la province, reliant Sarnia à Montréal via Toronto en 1884. Simultanément, le Canadien Pacifique construit une route dans le nord de l'Ontario, reliant Thunder Bay à Ottawa en 1880.

### 1894–1915: Le Mouvement des bonnes routes
Les appels des municipalités demeurent sans réponse, mais par leur ambition. Alors que l'augmentation du nombre d'utilisateurs du vélo comme moyen de transport ainsi que le désir des agriculteurs d'apporter leurs biens au marché plus rapidement, la Ontario Good Roads Association est formée en 1894 par des représentants de plusieurs cantons, villages et villes. Le Mouvement des bonnes routes encourage l'éducation sur la construction de routes carrossables, puis, sur l'entretien à y pratiquer, toute en faisant du lobby auprès des différents paliers de gouvernement afin d'avoir le financement requis pour le développement et l'entretien des routes.
L'arrivée de l'automobile change rapidement l'approche quant à la construction des routes dès le début du XXe siècle. La première réglementation routière est adoptée en 1903 et inclut les premières limitations de vitesse, fixées à 15 mph (24 km/h). Les premières plaques d'immatriculation sont aussi créées cette année-là. La première patrouille autoroutière est mise en place en 1907, le permis pour les chauffeurs de taxis en 1909 (les conducteurs réguliers n'ont pas eu besoin d'un permis avant 1927).
La construction routière avance considérablement, le projet le plus important de l'époque étant l'Autoroute Toronto–Hamilton, la première route interurbaine asphaltée en Ontario. La route est construite le long de la Lake Shore Road entre les villes au lieu de Dundas Street, plus au nord, en raison des nombreuses collines rencontrées sur le trajet. En novembre 1914, la route proposée est approuvée et les travaux commencent rapidement pour construire la route, connue aujourd'hui comme le Lake Shore Boulevard, et Lakeshore Road entre Toronto et Hamilton. La route est complétée en novembre 1917 et mesure 18 pi (5 m) de large et parcourt près de 40 mi (64 km), devenant la première route en béton de l'Ontario.

### 1916–1933: Les premières routes provinciales
Les routes et autoroutes en Ontario obtiennent la première considération sérieuse par le gouvernement provincial lorsque le Department of Public Highways (DPHO), prédécesseur du Ministère des Transports de l'Ontario, est créé le 17 janvier 1916. Jusque-là, la majorité des routes principales dans le sud de l'Ontario sont de la responsabilité des comtés. Le Department of Public Works finance jusqu'à 60 % des coûts de construction et d'entretien pour ces routes alors que les comtés payent le reste. Le gouvernement adopte une loi en 1917 pour permettre au nouveau DPHO de prendre en charge la mise en place et l'entretien d'un réseau routier provincial. Le réseau initial, entre Windsor et Québec, est complété avec des branches vers Niagara et Ottawa. En 1919, le gouvernement fédéral adopte une loi octroyant une somme d'argent aux provinces à la condition qu'elle établissent un réseau routier officiel; jusqu'à 40 % des coûts de construction étaient alors assumés par le gouvernement fédéral. Le premier plan est approuvé le 26 février 1920.
Jusqu'à l'été 1925, les routes de l'Ontario sont nommées plutôt que numérotées. Lorsque la numérotation est mise en place, les numéros suivants sont attribués, :
- Route 2 (Windsor–Québec, 876,3 km (544,5 mi))
- Route 3 (Windsor–Niagara Falls, 413,9 mi (666,1 km))
- Route 4 (Saint-Thomas–Elginfield, 51,2 mi (82,4 km))
- Route 5 (Jarvis–Toronto, 116,8 mi (188 km))
- Route 6 (Hamilton–Owen Sound, 181,5 mi (292,1 km))
- Route 7 (Sarnia–Brampton, 272,9 mi (439,2 km))
- Route 8 (Goderich–Niagara Falls, 252,3 mi (406 km))
- Route 9 (Kincardine–Arthur, 108,6 mi (174,8 km))
- Route 10 (Port Credit–Owen Sound, 169,0 mi (272 km))
- Route 11 (Toronto–Severn River, 154,2 mi (248,2 km))
- Route 12 (Whitby–Lindsay, 76,9 mi (123,8 km))
- Route 12A (Port Hope–Peterborough, 46,8 mi (75,3 km))
- Route 14 (Picton–Foxboro, 46,7 mi (75,2 km))
- Route 15 (Kingston–Ottawa, 210,8 mi (339,2 km))
- Route 16 (Prescott–Ottawa, 100,2 mi (161,3 km))
- Route 17 (Pembroke–Frontière du Québec, 289,8 mi (466,4 km))

Le nombre de routes provinciales, telles que connues à l'époque, augmente rapidement. Les routes provinciales ne sont d'abord pas présentes dans le Bouclier canadien ni dans le nord de l'Ontario, ce sont les Trunk Roads qui sont sous le mandat du Department of Northern Development dans la région. Les deux premières routes à être prolongées vers le nord sont la route 11 et la route 17 vers North Bay et Sault-Sainte-Marie, respectivement. Cherchant à développer le nord, la construction de la route reliant North Bay et Cochrane débute en 1925. La nouvelle route de gravier est ouverte le 2 juillet 1927.
Durant les années 1920, le DPHO commence à examiner les solutions à la congestion chronique le long de la route 2, particulièrement entre Toronto et Hamilton, décidant éventuellement de doubler la largeur de la route en créant une route à quatre voies,. La construction de ce qui est alors la Queen Street Extension à l'ouest de Toronto commence au début de 1931.

### 1934–1948: Autoroutes doubles et Queen Elizabeth Way
Le gouvernement, inspiré par les autobahns allemandes, de nouvelles autoroutes à voies divisées, modifie le design des routes ontariennes et la Middle Road est la première à être convertie suivant cette nouvelle forme,,. La route est convertie en autoroutes à chaussées séparées et le premier échangeur du pays, avec la route 10, est construit. La Middle Road est renommée la Queen Elizabeth Way durant la visite royale de 1939 en hommage à la Reine-Mère Elizabeth, et est complétée entre Toronto et Niagara Falls le 26 août 1940.
Le même concept est aussi appliqué à plusieurs segments de la route 2,. Pour certains segments, le gouvernement a tout simplement élargi la route existante alors que pour d'autres, il a plutôt construit un nouveau tracé. Avec le déclenchement de la Seconde Guerre mondiale, les projets de construction routière sont mis sur pause alors que l'argent es plutôt redistribué vers l'effort de guerre.
Après la fin de la guerre, le projet d'une autoroute entre Toronto et Barrie est relancé en 1945 afin de limiter la congestion sur les routes 11 et 27. L'autoroute est construite sur un nouveau tracé comptant des échangeurs à presque toutes les intersections. La construction d'un prolongement autour de Barrie commence en 1950 et l'autoroute complète ouvre le 1er juillet 1952. L'autoroute entre Highland Creek et Oshawa est aussi complétée durant cette période, devenant la précurseure de l'Autoroute 401.

### 1950–1971: L'ère des autoroutes et de la Route transcanadienne
Lorsque l'Ontario signe l'accord sur l'autoroute transcanadienne le 25 avril 1950, la province a déjà choisi un tracé dans le centre de l'Ontario via les routes 7, 12, 103 et 69. La Route 17 dans la Vallée de l'Outaouais est annoncée comme une route provinciale secondaire à la Route transcanadienne. Parmi les segments les plus difficiles à construire au Canada, celui de 165 mi (266 km) connu comme the Gap est le lien manquant de la Route transcanadienne entre Nipigon et Sault-Sainte-Marie La construction a commencé en 1956. et se termine en 1960, réunissant les deux segments et complétant le lien de la Route 17 entre les frontières du Manitoba et du Québec.
Le boom de construction suivant la guerre mène à la création de plusieurs nouvelles autoroutes dans la province. La route entre Toronto et Barrie (Autoroute 400), la route Trans-Provinciale (Autoroute 401), un court prolongement de la Route 7 approchant le Blue Water Bridge à Sarnia (Autoroute 402) et le prolongement de la Route 27 (éventuellement désignée comme Autoroute 427 au milieu des années 1970) sont tous des projets en cours ou complétés au début des années 1950. Cherchant une manière de distinguer les routes à accès contrôlé des autres routes régulières (les King's Highway), le gouvernement créé la désignation Série-400 en 1952. À la fin de l'année, les autoroutes 400, 401 et 402 sont numérotées, bien qu'elles ne sont qu'une fraction de ce qu'elles sont aujourd'hui. L'Autoroute 401 est créée par segments, devenant complète entre Windsor et la frontière du Québec le 10 novembre 1964. L'Autoroute 400 est prolongée vers le nord jusqu'à Coldwater en 1959. L'Autoroute 402 a été prolongée jusqu'à London entre 1972 et 1982,.
En plus de ce réseau, des plans pour d'autres autoroutes de la série-400 sont initiés à la fin des années 1950, dont la Chedoke Expressway (Autoroute 403) à Hamilton, la Don Valley Parkway (Autoroute 404), l'Autoroute 405 près de Saint Catharines, l'Autoroute 406 entre Saint Catharines et Welland, l'Autoroute 407 autour du Grand Toronto, bien qu'il faut attendre plus de 40 ans pour sa construction, l'Autoroute 409 entre l'Autoroute 401 et l'Aéroport Pearson ainsi que The Queensway (Autoroute 417) à Ottawa. Les premières sections de ces autoroutes ouvrent entre 1960 et 1997, la plupart durant les années 1960. Dès 1963, le projet d'élargissement de l'Autoroute 401 à Toronto est annoncé pour donner à l'autoroute un total de 12 voies entre Islington Avenue et Markham Road. Les travaux débutent rapidement et ils durent près de dix ans.
Durant la fin des années 1960, le gouvernement provincial finance aussi de nombreuses routes rapides dont la Conestoga Parkway à Kitchener–Waterloo, la Thunder Bay Expressway à Thunder Bay, Highbury Avenue à London, la Hanlon Expressway à Guelph et la Spadina Expressway dans le centre-ville de Toronto. Alors que les premières sont construites, la Spadina Expressway devient matière à débat entre la Ville et des activistes dont Jane Jacobs. La bataille culmine lorsque le premier ministre Bill Davis déclare « Si nous construisons un réseau de transport pour servir l'automobile, la Spadina Expressway serait un bon point de départ. Mais, si nous construisons un réseau de transport pour servir les gens, la Spadina Expressway est un bon moment pour arrêter ».

### 1972–1995: Croissance du transport en commun
L'abandon du projet de la Spadina Expressway mène à l'abandon d'autres projets autoroutiers à Toronto et ailleurs dans la province, de même qu'à une baisse du nombre de propositions pour de nouvelles routes. La Environmental Assessment Act, votée en 1975, restreint encore davantage la construction de nouvelles routes, et, en résultat, les années 1970 et 1980 connaissent beaucoup moins de nouvelles constructions routières que les décennies précédentes.
Malgré cela, plusieurs routes existantes sont prolongées ou élargies, dont l'Autoroute 402 reliant Sarnia à London entre 1972 et 1982,, l'Autoroute 403 à Mississauga entre 1978 et la fin de 1982,, la Don Valley Parkway comme Autoroute 404 de Toronto à Newmarket entre 1976 et 1989,,, l'Autoroute 406 à Saint Catharines entre 1977 et 1984,, l'Autoroute 417 d'Ottawa à la frontière québécoise entre 1970 et la fin de 1975, ainsi que l'expansion de la Route 27 vers l'Autoroute 427 entre 1968 et la fin de 1971,, de même que son prolongement de l'Autoroute 401 à la Route 7 entre 1976 et 1991,. L'Autoroute 410 est aussi construite, initialement comme route à deux voies, entre 1975 et la fin de 1978,,.

### 1996–1999: Transferts autoroutiers
Faisant partie d'une série de coupes budgétaires initiées par le Premier ministre Mike Harris en 1995, plusieurs routes sont jugées comme ne plus être d'importance suffisante dans le réseau provincial et sont déclassées et dévolues à des paliers de gouvernement inférieurs. Plusieurs milliers de kilomètres de routes provinciales sont ainsi transférées aux municipalités dans lesquelles elles se trouvent. Ces transferts sont réalisés afin de réaliser des économies et dans une optique d'échange de responsabilités plus large entre la province et les municipalités. Le 1er avril 1997, 1 767,6 km (1 098 mi) de routes sont retirés du réseau King's Highway. Ce retrait est suivi par un autre retrait de 3 211,1 km (1 995 mi) le 1er janvier 1998, pour un total de près de 5 000 km (3 107 mi); cela a suscité plusieurs critiques dans les médias,.
Dans les années 1980 et 1990, l'Autoroute 416 est construite suivant un procédé connu comme doublage dans lequel une deuxième chaussée est construite parallèle à la chaussée existante. En plus, les intersections existantes sont reconstruites en échangeurs. Lors de sa construction initiale dans les années 1960 et 1970, la Route 16 était déjà réfléchie pour être doublée, les expropriations nécessaires ayant déjà été faites. C'est en septembre 1999 que les travaux sont complétés et que la Route 16 devient l'Autoroute 416.

### Années 2000: histoire récente
Dans les dernières années, la construction routière est généralement limitée à l'agrandissement de routes existantes, notamment la Route 11, l'Autoroute 400 / Route 69 ainsi que la Herb Gray Parkway, le prolongement de l'Autoroute 401 à Windsor. La réalisation de la route à quatre voies sur la Route 11, segment de 240 km (149 mi) entre Barrie et North Bay est un projet à long terme qui s'est complété en août 2012, projet ayant commencé en 1955,,. Le doublement des voies de la Route 69, pour qu'elle en compte également quatre, route qui sera ultimement remplacée par l'Autoroute 400, progresse depuis Waubaushene vers le nord depuis 1991, atteignant Nobel en octobre 2010. Les travaux progressent aussi vers le sud depuis Sudbury depuis 2005, et, en 2022, atteignent la Rivière des Français, laissant un segment de deux voies parcourant 68 km (42 mi) entre Toronto et Sudbury.
Les travaux commencent en 2012 sur le segment provincial de 65 km (40 mi) de la 407 ETR, connue comme la Highway 407 East (ou 407E) durant la planification, avec un projet divisé en deux phases. La phase 1 ouvre en juin 2016 et consiste en un tronçon de 22 km (14 mi) de Harmony Road à Oshawa ainsi qu'en la construction de l'Autoroute 412 sur 10 km (6 mi). Le segment est gratuit jusqu'au 1er février 2017, date à laquelle les péages sont entrés en fonction. La phase 2A, ouverte le 2 janvier 2018, ajoute 9,6 km (6 mi) à la route jusqu'à Taunton Road. La phase 2B ouverte le 9 décembre 2019 et ajoute 23,3 km (14,5 mi) à la route jusqu'à la Route 35 et à la Route 115, ainsi que la construction de l'Autoroute 418, autoroute de 12,8 km (8 mi).
En 2004, une annonce conjointe entre le Gouvernement fédéral des États-Unis et le Gouvernement du Canada confirme la construction d'une nouvelle traversée frontalière entre Détroit et Windsor. Le Ministère des Transports de l'Ontario prend l'avantage de cette annonce en prolongeant l'Autoroute 401 jusqu'à la frontière canado-américaine et commence une étude d'impact environnemental sur l'ensemble du projet à la fin de 2005. Malgré l'opposition de certains résidents et une poursuite judiciaire rejetée par le propriétaire du Pont Ambassadeur, Manuel Moroun,, il est annoncé, le 1er mai 2008, que le tracé final est choisi et qu'il se nommera Windsor–Essex Parkway. La route en tranchée compte six voies et suit Huron Church Road depuis l'ancien terminus ouest de l'autoroute jusqu'à la E. C. Row Expressway, laquelle elle emprunte jusqu'aux environs de la frontière. La construction commence en août 2011 et la route est partiellement ouverte le 28 juin 2015,. Le 21 novembre de la même année, la route est complétée jusqu'à Ojibway Parkway,. Le pont international Gordie-Howe doit être complété en 2025 et reliera l'Autoroute 401 à l'Interstate 75 à Détroit,.

## Futur
Les propositions actuelles du MTO consistent en deux nouvelles autoroutes dans le Grand Toronto de même que la poursuite de l'élargissement des routes existantes. L'Autoroute 413 est une voie de contournement de de Brampton comptant de quatre à six voies reliant l'Autoroute 401 et l'Autoroute 407 avec l'Autoroute 400 au nord de Vaughan. La route de 52 km (32 mi) inclut aussi des prolongements des autoroute 410 et 427 de même qu'un droit-de-passage pour une voie pour autobus. Cependant, le projet attire plusieurs critiques, notamment en ce qui a trait à l'impact environnemental et l'étalement urbain versus les bénéfices d'un temps de trajet raccourci,.
La Bradford Bypass est une route rurale de quatre voies reliant les autoroutes 400 et 404 au nord de Bradford et de Newmarket. Comme pour l'Autoroute 413, cette route s'attire des critiques concernant l'impact environnemental,, bien qu'elle ait le support des municipalités environnantes,. Des travaux préliminaires débutent en 2022.
Alors que la planification du doublement de la Route 11 / Route 17 entre Thunder Bay et Nipigon commence en 1989, les travaux de construction ne débutent pas avant 2009. En 2022, 55 km (34 mi) doivent encore à être doublés.
Finalement, pour la Route 69, il demeure toujours un segment de 68 km (42 mi) devant être doublé. Promis par plusieurs gouvernements, aucun échéancier n'est annoncé.

## Liste des routes

### King's Highway

#### Routes principales
| Numéro    | Longueur (km) | Longueur (mi) | Terminus sud ou ouest                                         | Terminus nord ou est                                                        | Notes                               |
| --------- | ------------- | ------------- | ------------------------------------------------------------- | --------------------------------------------------------------------------- | ----------------------------------- |
| Route 2   | 1,00          | 0,62          | Autoroute 401 à Gananoque                                     | Limites de Gananoque                                                        | Plus longue à l'origine             |
| Route 3   | 258,20        | 160,40        | Frontière canado-américaine à Windsor                         | Fort Érié                                                                   |                                     |
| Route 4   | 101,60        | 63,10         | Route 3 à St. Thomas                                          | Route 8 à Clinton                                                           |                                     |
| Route 5   | 14,00         | 8,70          | Route 8 à Peters Corners                                      | Route 6 à Clappinson's Corners                                              |                                     |
| Route 6   | 472,40        | 293,50        | Port Dover                                                    | Route 17 à McKerrow                                                         |                                     |
| Route 7   | 535,70        | 332,90        | Route 4 à Elgenfield                                          | Autoroute 417 à Ottawa                                                      | Portion de la Route transcanadienne |
| Route 7A  | 48,30         | 30,00         | Route 7 / Route 12 près de Port Perry                         | Route 115 près de Peterborough                                              |                                     |
| Route 8   | 159,70        | 99,20         | Route 21 à Goderich                                           | Route 5 près de Dundas                                                      |                                     |
| Route 9   | 119,00        | 73,90         | Route 21 à Kincardine                                         | Autoroute 400 près de Newmarket                                             |                                     |
| Route 10  | 137,30        | 85,30         | Autoroute 410 à Caledon                                       | Route 20 / Route 26 à Owen Sound                                            |                                     |
| Route 11  | 1 784,90      | 1 109,10      | Autoroute 400 à Barrie                                        | MN 72 à la frontière canado-américaine à Rainy River                        | Portion de la Route transcanadienne |
| Route 11B | 6,60          | 4,10          | Route 11 près de Gillies                                      | Temiskaming Shores                                                          |                                     |
| Route 11B | 3,30          | 2,10          | Route 11 près d'Atikokan                                      | Atikokan                                                                    |                                     |
| Route 12  | 145,10        | 90,20         | Brooklin                                                      | Route 93 à Midland                                                          | Portion de la Route transcanadienne |
| Route 15  | 115,40        | 71,70         | Autoroute 401 à Kingston                                      | Route 7 à Carleton Place                                                    |                                     |
| Route 16  | 3,60          | 2,20          | NY 812 à la frontière canado-américaine à Johnstown           | Autoroute 416 à Prescott                                                    |                                     |
| Route 17  | 1 964,00      | 1 220,40      | PTH-1 à la frontière du Manitoba                              | Autoroute 417 près d'Arnprior                                               | Route transcanadienne               |
| Route 17A | 33,30         | 20,70         | Route 17 près de Keewatin                                     | Route 17 près de Kenora                                                     |                                     |
| Route 17B | 0,90          | 0,56          | Route 17 à Nipissing                                          | Limite Nipissing / North Bay                                                |                                     |
| Route 17B | 20,60         | 12,80         | Bar River                                                     | Route 17 à Garden River                                                     |                                     |
| Route 19  | 24,10         | 15,00         | Route 3 à Tillsonburg                                         | Autoroute 401 près d'Ingersoll                                              |                                     |
| Route 20  | 1,90          | 1,20          | Route 58 près d'Allanburg                                     | Route régionale 70 à Niagara Falls                                          |                                     |
| Route 21  | 226,80        | 140,90        | Autoroute 402 près de Wyoming                                 | Route 6 / Route 20 / Route 26 à Owen Sound                                  |                                     |
| Route 23  | 37,70         | 23,40         | Route 7 près d'Elgenfield                                     | Route 9 / Route 89 à Harriston                                              |                                     |
| Route 24  | 64,10         | 39,80         | Route 3 à Simcoe                                              | Cambridge                                                                   |                                     |
| Route 26  | 118,60        | 73,70         | Route 6 / Route 20 / Route 21 à Owen Sound                    | Autoroute 400 à Barrie                                                      |                                     |
| Route 27  | 1,60          | 0,99          | Autoroute 427 à Etobicoke                                     | Dixon Road à Etobicoke                                                      |                                     |
| Route 28  | 162,60        | 101,00        | Route 7 près de Peterborough                                  | Route 41 à Denbigh                                                          |                                     |
| Route 33  | 60,90         | 37,80         | Route 62 à Bloomfield                                         | Collins Bay Road à Kingston                                                 |                                     |
| Route 34  | 17,80         | 11,10         | Autoroute 417 près de Vankleek Hill                           | Hawkesbury                                                                  |                                     |
| Route 35  | 196,50        | 121,50        | Route 115 près de Peterborough                                | Route 60 à Dwight                                                           |                                     |
| Route 37  | 44,20         | 27,50         | Autoroute 401 à Belleville                                    | Route 7 à Actinolite                                                        |                                     |
| Route 40  | 91,40         | 56,80         | Autoroute 401 à Chatham-Kent                                  | Autoroute 402 à Sarnia                                                      |                                     |
| Route 41  | 160,50        | 99,70         | Route 7 à Kaladar                                             | Route 148 à Pembroke                                                        |                                     |
| Route 48  | 65,20         | 40,50         | Major Mackenzie Drive à Markham                               | Route 12 près de Beaverton                                                  |                                     |
| Route 49  | 5,80          | 3,60          | Quinte Skyway près de Tyendinaga                              | Tyendinaga                                                                  |                                     |
| Route 58  | 15,50         | 9,60          | Route 3 à Port Colborne                                       | Autoroute 406 à Thorold                                                     |                                     |
| Route 58A | 5,10          | 3,20          | Route 58 à Welland                                            | Route 140 près de Welland                                                   |                                     |
| Route 60  | 255,80        | 158,90        | Route 11 à Huntsville                                         | Route 17 à Renfrew                                                          |                                     |
| Route 61  | 61,00         | 37,90         | MN 61 à la frontière canado-américaine                        | Route 11 / Route 17 à Thunder Bay                                           |                                     |
| Route 62  | 165,80        | 103,00        | Route 33 à Bloomfield                                         | Route 127 à Maynooth                                                        |                                     |
| Route 63  | 63,50         | 39,50         | North Bay                                                     | Route 101 à la frontière du Québec à Thorne                                 |                                     |
| Route 64  | 145,00        | 90,10         | Route 69 à Rutter                                             | Route 11 à Marten River                                                     |                                     |
| Route 65  | 123,30        | 76,60         | Route 66 près de Matachewan                                   | Chemin New Liskeard à la frontière du Québec près de Notre-Dame-du-Nord, Qc |                                     |
| Route 66  | 103,50        | 64,30         | Route 566 près de Matachewan                                  | Route 117 à la frontière du Québec près de Virginiatown                     | Portion de la Route transcanadienne |
| Route 67  | 9,80          | 6,10          | Route 11 à Porquis Junction                                   | Iroquois Falls                                                              |                                     |
| Route 69  | 140,30        | 87,20         | Autoroute 400 près de Carling                                 | Route 17 à Grand Sudbury                                                    | Portion de la Route transcanadienne |
| Route 71  | 194,10        | 120,60        | US 53 / US 71 à la frontière canado-américaine à Fort Frances | Route 17 près de Kenora                                                     | Portion de la Route transcanadienne |
| Route 72  | 68,50         | 42,60         | Route 17 à Dinorwic                                           | Route 642 à Sioux Lookout                                                   |                                     |
| Route 77  | 22,60         | 14,00         | Route 3 à Leamington                                          | Autoroute 401 près de Comber                                                |                                     |
| Route 85  | 9,80          | 6,10          | Kitchener                                                     | Route régionale 15 à Woolwich Township                                      |                                     |
| Route 89  | 107,00        | 66,50         | Route 9 à Harriston                                           | Autoroute 400 près de Cookstown                                             |                                     |
| Route 93  | 24,10         | 15,00         | Autoroute 400 près de Hillsdale                               | Route 12 à Midland                                                          |                                     |
| Route 94  | 12,00         | 7,50          | Route 654 près de Callander                                   | Route 17 près de Corbeil                                                    |                                     |
| Route 101 | 473,30        | 294,10        | Route 17 près de Wawa                                         | Route 388 à la frontière du Québec                                          |                                     |
| Route 102 | 32,80         | 20,40         | Route 11 / Route 17 à Sistonens Corners                       | Route 11 / Route 17 à Thunder Bay                                           |                                     |
| Route 105 | 173,50        | 107,80        | Route 17 près de Vermillion Bay                               | Route 618 à Red Lake                                                        |                                     |
| Route 108 | 41,60         | 25,80         | Route 17 à Serpent River                                      | Route 639 près d'Elliot Lake                                                |                                     |
| Route 112 | 19,60         | 12,20         | Route 11 près de Tarzwell                                     | Route 66 près de Kirkland Lake                                              |                                     |
| Route 115 | 56,70         | 35,20         | Autoroute 401 près de Newcastle                               | Route 7 près de Peterborough                                                |                                     |
| Route 118 | 127,80        | 79,40         | Route 11 près de Bracebridge                                  | Route 28 près de Bancroft                                                   |                                     |
| Route 124 | 91,20         | 56,70         | Autoroute 400 près de Parry Sound                             | Route 11 près de Sundridge                                                  |                                     |
| Route 125 | 13,40         | 8,30          | Route 105 près de Red Lake                                    | Quai de traversier de Cochenour                                             |                                     |
| Route 127 | 38,60         | 24,00         | Route 62 à Maynooth                                           | Route 60 près de Whitney                                                    |                                     |
| Route 129 | 220,70        | 137,10        | Route 17 à Thessalon                                          | Chapleau                                                                    |                                     |
| Route 130 | 15,40         | 9,60          | Route 61 près de McCluskeys Corners                           | Route 11 / Route 17 près de Thunder Bay                                     |                                     |
| Route 132 | 30,30         | 18,80         | Route 41 près de Dacre                                        | Route 60 à Renfrew                                                          |                                     |
| Route 137 | 4,30          | 2,70          | I-81 à la frontière canado-américaine à Darlingside           | Autoroute 401 près d'Ivy Lea                                                |                                     |
| Route 138 | 38,70         | 24,00         | Cornwall                                                      | Autoroute 417 près de Casselman                                             |                                     |
| Route 140 | 10,90         | 6,80          | Route 3 à Port Colborne                                       | Welland                                                                     |                                     |
| Route 141 | 54,30         | 33,70         | Autoroute 400 près de Parry Sound                             | Route 11 près de Port Sydney                                                |                                     |
| Route 144 | 271,70        | 168,80        | Route 17 à Sudbury                                            | Route 101 près de Timmins                                                   |                                     |
| Route 148 | 7,00          | 4,30          | Route 41 à Pembroke                                           | Route 148 à la frontière du Québec près de Pembroke                         |                                     |
|           |               |               |                                                               |                                                                             |                                     |

#### Routes de la série-400
| Numéro                  | Longueur (km) | Longueur (mi) | Terminus sud ou ouest                                       | Terminus nord ou est                                         | Notes                                                                                 |
| ----------------------- | ------------- | ------------- | ----------------------------------------------------------- | ------------------------------------------------------------ | ------------------------------------------------------------------------------------- |
| Autoroute 400           | 226,00        | 140,40        | Toronto                                                     | Route 69 à Carling                                           | Portion de la Route transcanadienne                                                   |
| Autoroute 401           | 828,00        | 514,50        | Windsor                                                     | A-20 à la frontière du Québec à Bainsville                   | Sera prolongée jusqu'à l'I-75 lorsque le Pont international Gordie-Howe sera complété |
| Autoroute 402           | 102,50        | 63,70         | I-69 / I-94 à la frontière canado-américaine à Point Edward | Autoroute 401 à London                                       |                                                                                       |
| Autoroute 403           | 125,20        | 77,80         | Autoroute 401 près de Woodstock                             | Autoroute 401 / Autoroute 410 à Mississauga                  |                                                                                       |
| Autoroute 404           | 50,10         | 31,10         | Autoroute 401 à Toronto                                     | East Gwillimbury                                             |                                                                                       |
| Autoroute 405           | 8,70          | 5,40          | QEW près de Niagara Falls                                   | I-190 à la frontière canado-américaine près de Niagara Falls |                                                                                       |
| Autoroute 406           | 26,00         | 16,20         | Route 140 à Welland                                         | QEW à Saint Catharines                                       |                                                                                       |
| 407 ETR / Autoroute 407 | 151,40        | 94,10         | Autoroute 403 / QEW à Burlington                            | Route 115 à Clarington                                       | Autoroute à péage                                                                     |
| Autoroute 409           | 5,60          | 3,50          | Aéroport international Pearson à Mississauga                | Autoroute 401 à Toronto                                      |                                                                                       |
| Autoroute 410           | 20,30         | 12,60         | Autoroute 401 / Autoroute 403 à Mississauga                 | Route 10 à Caledon                                           |                                                                                       |
| Autoroute 412           | 10,00         | 6,20          | Autoroute 401 à Whitby                                      | Autoroute 407 à Whitby                                       |                                                                                       |
| Autoroute 416           | 76,40         | 47,50         | Autoroute 401 près de Prescott                              | Autoroute 417 à Ottawa                                       |                                                                                       |
| Autoroute 417           | 192,00        | 119,30        | Route 17 à Arnprior                                         | A-40 à la frontière du Québec à Chute-à-Blondeau             | Route transcanadienne                                                                 |
| Autoroute 418           | 12,80         | 8,00          | Autoroute 401 à Clarington                                  | Autoroute 407 à Clarington                                   |                                                                                       |
| Autoroute 420           | 3,30          | 2,10          | Route régionale 98 à Niagara Falls                          | Route régionale 102 à Niagara Falls                          |                                                                                       |
| Autoroute 427           | 27,00         | 17,00         | QEW / Gardiner Expressway à Toronto                         | Route régional e25 à Vaughan                                 |                                                                                       |
| QEW                     | 139,10        | 86,40         | I-190 à la frontière canado-américaine à Fort Érié          | Autoroute 427 à Toronto                                      |                                                                                       |
|                         |               |               |                                                             |                                                              |                                                                                       |

### Routes secondaires
| 500-549 | 550-599 | 600-649 | 650-699 |
| --- | --- | --- | --- |
| - Route 502 - Route 510 - Route 516 - Route 518 - Route 519 - Route 520 - Route 522 - Route 522B - Route 523 - Route 524 - Route 525 - Route 526 - Route 527 - Route 528 - Route 528A - Route 529 - Route 529A - Route 531 - Route 532 - Route 533 - Route 534 - Route 535 - Route 537 - Route 538 - Route 539 - Route 539A - Route 540 - Route 540A - Route 540B - Route 542 - Route 542A - Route 546 - Route 547 - Route 548 | - Route 550 - Route 550B - Route 551 - Route 552 - Route 553 - Route 554 - Route 556 - Route 557 - Route 558 - Route 560 - Route 560A - Route 562 - Route 563 - Route 564 - Route 565 - Route 566 - Route 567 - Route 568 - Route 569 - Route 570 - Route 571 - Route 572 - Route 573 - Route 574 - Route 575 - Route 577 - Route 579 - Route 580 - Route 581 - Route 582 - Route 583 - Route 584 - Route 585 - Route 586 - Route 587 - Route 588 - Route 589 - Route 590 - Route 591 - Route 592 - Route 593 - Route 594 - Route 595 - Route 596 - Route 597 - Route 599 | - Route 600 - Route 601 - Route 602 - Route 603 - Route 605 - Route 607 - Route 607A - Route 608 - Route 609 - Route 611 - Route 612 - Route 613 - Route 614 - Route 615 - Route 617 - Route 618 - Route 619 - Route 621 - Route 622 - Route 623 - Route 624 - Route 625 - Route 627 - Route 628 - Route 630 - Route 631 - Route 632 - Route 633 - Route 634 - Route 636 - Route 637 - Route 638 - Route 639 - Route 641 - Route 642 - Route 643 - Route 645 - Route 647 | - Route 650 - Route 651 - Route 652 - Route 654 - Route 655 - Route 656 - Route 657 - Route 658 - Route 661 - Route 663 - Route 664 - Route 665 - Route 667 - Route 668 - Route 670 - Route 671 - Route 672 - Route 673 |
| | | | |

### Routes tertiaires
| Numéro    | Longueur (km) | Longueur (mi) | Terminus sud ou ouest       | Terminus nord ou est        | Notes |
| --------- | ------------- | ------------- | --------------------------- | --------------------------- | ----- |
| Route 802 | 13,70         | 8,50          | Burchell Lake               | Kashabowie                  |       |
| Route 804 | 21,40         | 13,30         | Barrage de Manitou Falls    | Route 105 près d'Earl Falls |       |
| Route 805 | 52,50         | 32,60         | Route 539A à Sturgeon River | Obabika Lake                |       |
| Route 810 | 42,60         | 26,50         | Route 533 à Bull Lake       | Chutes Richie               |       |
| Route 811 | 59,00         | 36,70         | Route 527 à Bull Lake       | Weaver River Bridge         |       |
|           |               |               |                             |                             |       |

## Données SIG
1. ↑  Ministry of Transportation of Ontario Geomatics Office et Land Information Ontario, « Ontario Road Network - Ontario Provincial Highways », sur ArcGIS.com, 10 décembre 2020 (consulté le 8 mars 2021)
2. ↑  (en) Ministry of Transportation of Ontario Geomatics Office et Land Information Ontario, « Speed Limits in Ontario », sur ArcGIS.com, 7 mai 2020 (consulté le 8 mars 2021)
3. ↑  (en) Ministry of Transportation of Ontario Geomatics Office et Land Information Ontario, « Ontario Road Network - MTO Jurisdiction by Highway Shield Type », sur ArcGIS.com, 13 novembre 2019 (consulté le 14 mars 2021)